# Euagrus pristinus
Euagrus pristinus är en spindelart som beskrevs av O. Pickard-Cambridge 1899. Euagrus pristinus ingår i släktet Euagrus och familjen Dipluridae. Inga underarter finns listade i Catalogue of Life.